# Epistrophe splendida
Epistrophe splendida är en tvåvingeart som beskrevs av Chu och He 1993. Epistrophe splendida ingår i släktet brynblomflugor, och familjen blomflugor. Inga underarter finns listade i Catalogue of Life.